# Волчинец (Вижницкий район)
Волчинец (укр. Вовчинець) — село в Берегометской поселковой общине Вижницкого района Черновицкой области Украины.
Население по данным 2024 года составляло 725 человек. Население по переписи 2001 года составляло 774 человека. Почтовый индекс — 59232. Телефонный код — 3730. Код КОАТУУ — 7320584003.